# 一テルル化ゲルマニウム
一テルル化ゲルマニウム(Germanium telluride、GeTe)は、ゲルマニウムとテルルからなる化合物であり、カルコゲン化物ガラスの成分である。半金属の伝導性を示し、強誘電体である。
一テルル化ゲルマニウムは、3つの結晶形を持つ。室温ではα型（三方晶系）とγ型（斜方晶系）、高温ではβ型（立方晶系）である。α型が最も一般的である。